# Kali bifluoride
Kali bifluoride, còn gọi là kali hydrofluoride, là một hợp chất vô cơ với công thức hóa học KHF2. Muối không màu này bao gồm cation kali và anion hydrofluoride (HF2−). Kali hydrofluoride được sử dụng trong khắc lên thủy tinh vì ion hydrofluoride ăn mòn được silicat. Hợp chất liên quan là natri hydrofluoride cũng được sử dụng trong thương mại như một chất ăn mòn trong các sản phẩm làm sạch.

## Bản chất liên kết hóa học trong anion hydrofluoride
Kali hydrofluoride, như tên gọi của nó chỉ ra là có một anion bifluoride hoặc hydrofluoride (HF2−). Anion ba nguyên tử đối xứng này mang liên kết hydro mạnh nhất được biết đến, với độ dài liên kết F−H là 114 pm và năng lượng liên kết lớn hơn 155 kJ/mol.

## Điều chế
Kali hydrofluoride đã được chuẩn bị lần đầu tiên bởi Edmond Frémy, người đã phân hủy nó để điều chế hydro fluoride. Muối này được tạo ra bằng cách cho kali cacbonat hoặc kali hydroxide tác dụng với axit flohydric:
2HF + KOH → KHF2 + H2O
Phương pháp điện phân KHF2 đã được sử dụng bởi Henri Moissan để điều chế flo vào năm 1886.
Một muối khác của HF và có liên quan với KHF2 cũng được biết đến là KH2F3 (CAS#: 12178-06-2, nóng chảy ở 71,7 ℃). Cách sản xuất công nghiệp của flo hiện nay sử dụng cách điện phân nóng chảy KH2F3.